# Roberto Gutiérrez (Fußballspieler)
Roberto Carlos Gutiérrez Gamboa (* 18. April 1983 in Curacaví) ist ein chilenischer ehemaliger Fußballspieler.

## Karriere

### Verein
Mit zwölf Jahren wechselte Roberto Gutiérrez in die Jugend des CD Universidad Católica. Acht Jahre später kam er unter Trainer Óscar Meneses zum Debüt in der Primera División. Nach Leihstationen bei Deportes Melipilla und Cruz Azul Hidalgo kam er zurück in die Hauptstadt Chiles und wurde unter José del Solar zum unumstrittenen Stammspieler. Im Januar 2008 ging der Mittelstürmer nach Mexiko zu Tecos FC, doch wurde 2009 erst an Everton de Viña del Mar für die Copa Libertadores 2009 verliehen, später dann seinen Jugendklub Universidad Católica, bei dem er dann auch über die Leihe hinaus blieb. Dort blieb er bis 2011 und ging zum Stadtrivalen CSD Colo-Colo, für den er drei Jahre lang spielte, ehe sich die Wege im Juni 2013 im Streit trennten. Nach weiteren Stationen in Chile und Mexiko kam er 2015 zurück zu Universidad Católica, für die er bis 2017 spielte, und kehrte danach zum CD Palestino zurück. Weitere chilenische Klubs kamen mit CD O’Higgins 2020, Ñublense 2021 und CD Cobreloa ab 2022 hinzu.

### Nationalmannschaft
Für Chile spielte Roberto Gutiérrez sechs Freundschaftsspiele, in denen er drei Tore erzielte. Sein Debüt gab der Stürmer im Mai 2007 beim Freundschaftsspiel gegen Kuba, in dem er gleich einen Treffer zum 3:0-Erfolg beisteuerte. Drei weitere Einsätze kamen noch im gleichen Jahr hinzu. Danach wurde er vorerst nicht mehr berücksichtigt, sondern erst wieder 2015 für zwei weitere Spiele im Januar gegen die USA und im März gegen Iran.

## Erfolge
CD Universidad Católica
- Chilenischer Meister: 2010, 2015/16 Clausura, 2016/17 Apertura
- Chilenischer Supercup-Sieger: 2018

CD Palestino
- Chilenischer Pokalsieger: 2018